# 葉赫那拉氏
葉赫那拉氏（エホナラし、イェヘ＝ナラし）は、満洲族の氏族のひとつ。16世紀後半から17世紀前半の明末に女直（満洲族の前身）の強国であったイェヘ部の首長を輩出した家系であり、また清末の19世紀に西太后を出したことで有名である。
葉赫那拉は満洲語でᠶᡝᡥᡝ
ᠨᠠᡵᠠ（メレンドルフ式転写：yehe nara）であり、本来はイェヘ＝ナラなどとカタカナに写される音であるが、日本では漢字表記の「葉赫那拉」（ピンイン表記: Yèhè Nàlā）を中国語風に読んで表記した「エホナラ」の読みがむしろ広く見られる。

## 族譜
シンゲン：蒙古トゥメト部出身、後にナラ氏を名告って女真化。イェヘナラ氏始祖。
- 子・シルケ[3]：シンゲンの子。
  - 孫・チルガニ[4]：シルケの子。[5]
    - 曾孫・チュクンゲ：チルガニの子。
      - 玄孫・タイチュ：チュクンゲの子。
        - 昆孫・チンギヤヌ：タイチュの子。初代イェヘ西城主。
          - 仍孫・ブジャイ：チンギヤヌの子。二代イェヘ西城主。
            - 雲孫・ブヤング：ブジャイの子。三代 (末代) イェヘ西城主。

        - 昆孫・ヤンギヌ：タイチュの子。初代イェヘ東城主。
          - 仍孫・ナリムブル：ヤンギヌの子。二代イェヘ東城主。
          - 仍孫・ギンタイシ：ナリムブルの弟。三代 (末代) イェヘ東城主。

## 歴史
イェヘ＝ナラ氏は、満洲族に統合される以前は、16世紀から17世紀の女直社会に存在した三大集団のひとつ、海西女直（女直側の呼称ではフルン四部）に属するイェヘ部の首長を世襲してきた。
その名が「太陽」を意味すると言われるナラ氏は、フルン各部の首長を出した女直の名家であり、イェヘ＝ナラ氏はナラ氏の一族のうちイェヘ河（現在の吉林省通河）流域の地を本貫とする家系という意味の姓である。しかしイェヘ＝ナラ氏は実際にはナラ氏の男系を継承しておらず、もともとモンゴル高原東部（内蒙古）にいたモンゴル系の貴族であった先祖がフルンの一部を支配していたナラ氏の家系に取って代わってその支配者となったと伝えられており、実際にはモンゴル系の部族が女直と同化して誕生した氏族である。
イェヘ＝ナラ氏が治めるイェヘ部は明と境を接しており、フルン四部のうちでは同じく明と接するハダ部と並んで精強な国であった。16世紀末にはハダ部が急速に衰えた結果、イェヘ部がフルン四部の盟主というべき地位にまで昇る。しかし同じ時期にはフルン四部の南に住む建州女直のヌルハチが建州女直を統一し、全女直の統一に向けて勢力を拡大していく過程にあたった。フルン四部はヌルハチによって次々に滅ぼされ、最後まで抵抗を続けたイェヘ部も1619年のサルフの戦いで明と朝鮮、イェヘの連合軍がヌルハチに敗れた結果、力を失い、ヌルハチが先の1616年に立てていた後金（清の前身）に併合され、満洲八旗に吸収された。
イェヘ部が滅ぼされたのちもイェヘ＝ナラ氏は満州屈指の名族として重んぜられ、多くの重臣を輩出した。またナラ姓の女性は、清の皇族である愛新覚羅氏の出た建州女直とは系統を異にする海西女直の名門であることから、清の後宮に入った者も多く、イェヘ＝ナラ氏の妃もたびたび出ている。既にヌルハチがイェヘ部を滅ぼす以前に娶った夫人のうち、第3夫人の孝慈高皇后はのちに第2代皇帝となるホンタイジを生んでおり、また孝慈高皇后の妹もヌルハチの側妃（側室）となってその第8女を生んでいる。乾隆帝の夭折した息子を産んだ舒妃、咸豊帝の後宮に入って同治帝を産んだ西太后も、そうして後宮で皇帝の寵愛を受けたイェヘ＝ナラ氏の女性であった。ただその一方で、イェヘ＝ナラ氏の中では身分の低い下級官僚の家庭に生まれた西太后が清末に国政に大きな影響力を持ったために、後述する「葉赫那拉の呪い」の伝説も生まれている。
イェヘ＝ナラ氏の末裔たちは現在も満州民族の中に存在するが、満洲族の漢民族との同化が進んだ現代では、「葉」「那」など中国風の一字姓を称するのがほとんどであるが、極少数で四文字姓の葉赫那拉家が存在する。

## 後裔

### 著名人
- 葉広芩（中国語版）（芩(キン)は「草かんむりに今」）：作家。西太后は大おばにあたる。『貴門胤裔』（原題『采桑子』）の作者。
- 恵天賜（中国語版）（オースティン・ワイ）：香港のアクション俳優。
- 恵英紅（クララ・ウェイ）：恵天賜の実妹で香港の女優。
- 那英：歌手。

## 伝説

### 葉赫那拉の呪い
西太后に関連して語られる「葉赫那拉の呪い」の物語は、大略で以下のようなものである。
ヌルハチに激しく抵抗した末にとうとう併合されてしまったイェへ部の最後の首長、金臺吉（ギンタイジ）は、臨終に際して、ヌルハチに対して「清朝の一族にたとえ女一人でも葉赫那拉の人間が加われば、そのものがおまえ（ヌルハチ）の一族を滅ぼすであろう」と呪いの言葉を遺して死んだ。清朝はこの呪いを言い伝えて、決して葉赫那拉氏の女を后妃にしないという掟が守られ続けた。ところが清末の咸豊帝が掟を破って葉赫那拉氏の女を妃にした。はたして葉赫那拉氏は咸豊帝の死後に西太后となって権力をほしいままにし、ついに清を滅ぼしてしまったのである。
上の伝説は、伝わり方によって細部に異同はあるものの非常に有名なものであり、中国・香港合作映画『西太后』（日本公開：1985年）や浅田次郎の小説『蒼穹の昴』などの創作のみならず、濱久雄『西太后』（1984年）などの評伝でも、歴史的事実として引用されている。
しかしながら、イェヘ部が滅ぶときに「葉赫那拉の呪い」がかけられたという物語は、清朝の公式の記録や正統的な歴史書には見えず、民間の俗書に載っているにすぎない。また既述のように、西太后まで葉赫那拉氏の后妃が現れなかったというのは明らかに誤謬である。従って、今日の中国の歴史学界では、これは作り話にすぎないという見解が定説となっている。
そもそも、もし「葉赫那拉の呪い」の伝説が本当であり、また19世紀当時に信じられていたならば、西太后が権力を掌握する過程で、政敵であった粛順らがその伝説を利用して西太后を誹謗し攻撃することも可能であったはずであるが、そのような事実はない。「葉赫那拉の呪い」という伝説は、西太后が権力を握ってからのち、彼女を憎む人々の心が広めた噂に過ぎない、と考えるほうが自然であろう。

### 太陽を意味する姓
元末明初(14世紀後半)のこと、エホ河に住んでいたエホナラの部族の村に、アイシンギョロの一族が攻めてきた。アイシンギョロは、のちの清朝の皇室の先祖で、漢字で「愛新覚羅」(あいしんかくら)と表記されるようになる。 アイシンギョロの族長は、大地を指さして「わが姓は、大地で最も尊き黄金なり」と言い、エホナラの族長に服従を迫った。満州語で「アイシンギョロ」は「黄金」という意味だった。それを聞いたエホナラの族長は、大声でせせら笑い、アイシンギョロの族長に向かって「黄金なにするものぞ。わが姓はあれなり」と言い放ち、頭上の太陽を指さした。アイシンギョロの族長は、ぐっと言葉につまってしまった、という。

## 脚註
1. ↑  仮名：シルゲン･ダルハン, 満文：ᠰᡳᠩᡤᡝᠨ, 転写：singgen, 漢文：星根･達爾漢 (滿洲實錄-1, 柳邊紀略-3, 八旗滿洲氏族通譜-22, 清史稿-223)。＊ダルハン (darhan, 達爾漢) は一種の称号。
2. ↑  维基百科では「曾祖父打叶（胜根打喇汉）」とあり、シンゲン･ダルハンの別名?を「打葉」としているが、典拠不詳。
3. ↑  仮名：シルケ･ミンガトゥ, 満文：ᠰᡳᡵᡴᡝ, 転写：sirke, 漢文：席爾克･明噶圖 (滿洲實錄-1, 柳邊紀略-3, 八旗滿洲氏族通譜-22, 清史稿-223)。＊ミンガトゥ (ᠮᡳᠩᡤᠠᡨᡠ, minggatu, 明噶圖) は一種の官名。
4. ↑  仮名：チルガニ, 満文：ᠴᡳᡵᡤᠠᠨᡳ, 転写：cirgani, 漢文：的兒哈你 (明武宗實錄)、齊爾噶尼 (滿洲實錄-1, 柳邊紀略-3, 八旗滿洲氏族通譜-22, 清史稿-223)。
5. ↑  维基百科には「……祖父奇里哈尼（齐尔噶尼）封为都督佥事，……」とあるが、『滿洲實錄』-1や『八旗滿洲氏族通譜』-22、『清史稿』-223などをみてもチュクンゲの祖父はシルケ (席爾克) とある。

## 参照

### 史籍
- 愛新覚羅･弘昼, 西林覚羅･鄂尔泰, 富察･福敏, (舒穆祿氏)徐元夢『八旗滿洲氏族通譜』四庫全書, 1744 (漢文)
- 編者不詳『滿洲實錄』四庫全書, 1781 (漢文) ＊中央研究院歴史語言研究所版
- 編者不詳『ᠮᠠᠨᠵᡠ ᡳ ᠶᠠᡵᡤᡳᠶᠠᠨ ᡴᠣᠣᠯᡳ (manju i yargiyan kooli：滿洲実録)』四庫全書, 1781 (満文)

### 研究書
- 今西春秋『満和蒙和対訳 満洲実録』刀水書房, 1992 (和訳) ＊和訳自体は1938年に完成。

- 加藤徹『西太后』中央公論新社 (中公新書), 2005 (ISBN 4-12-101812-5)

### Webページ
- 栗林均「モンゴル諸語と満洲文語の資料検索システム」東北大学
- 「明實錄、朝鮮王朝実録、清實錄資料庫」中央研究院歴史語言研究所 (台湾)
- 「人名權威 人物傳記資料庫」中央研究院歴史語言研究所 (台湾)